# Элия Евдоксия
Э́лия Евдокси́я (греч. Αἰλία Εὐδοξία; IV век, Византия — 6 октября 404, Константинополь) — византийская императрица, супруга Аркадия. Августа с 400 года.

## Биография

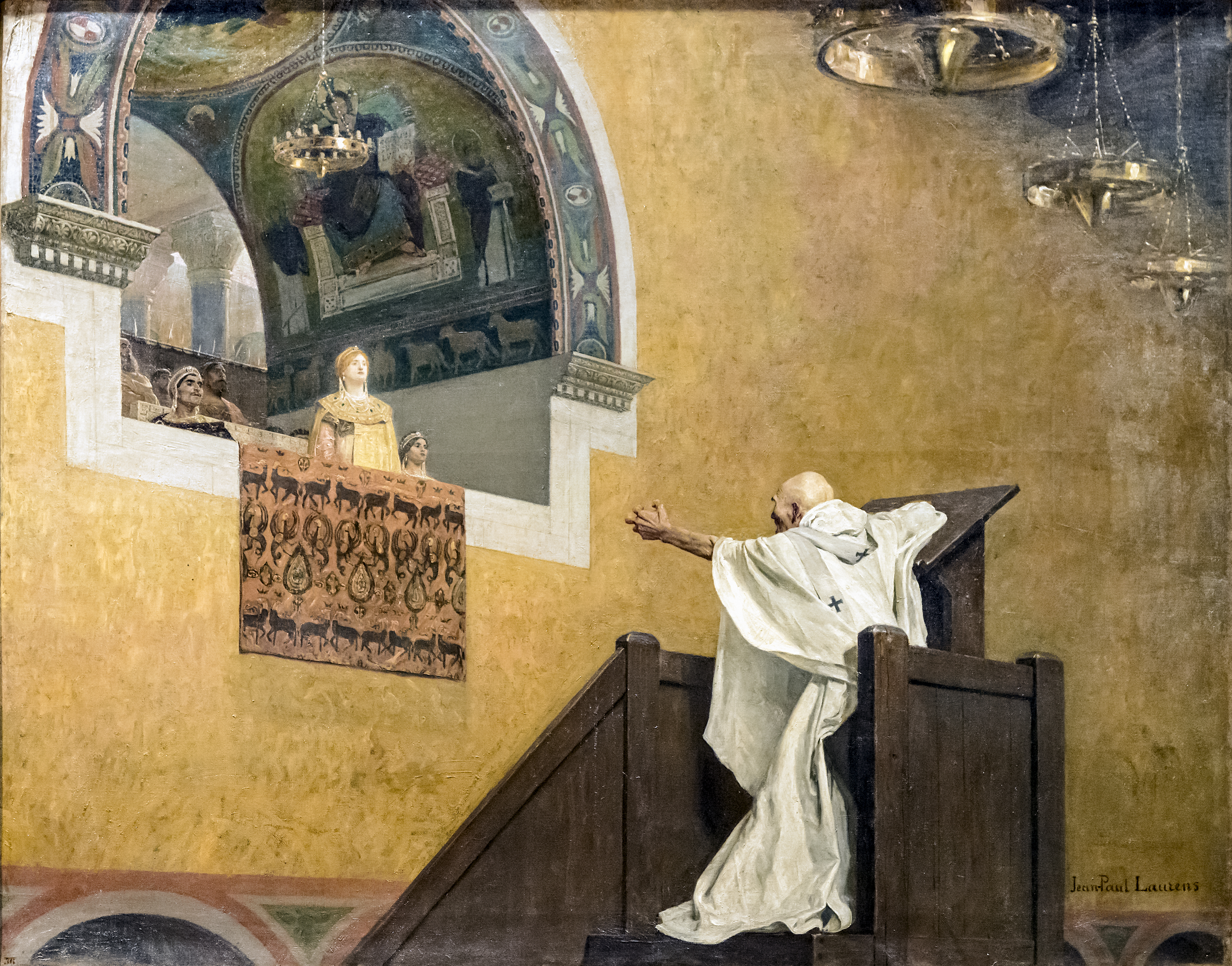
Иоанн Златоуст и императрица Евдоксия (Жан-Поль Лоран, 1880-е)

Была тайно сосватана для императора препозитом священной опочивальни евнухом Евтропием, боровшимся за влияние на императора с префектом претория Руфином. В результате свадьбы были расстроены планы Руфина на брак его дочери Марии с молодым и безвольным императором. По рассказам древних авторов, Евдоксия якобы отличалась редкой красотой и сразу покорила сердце Аркадия. Свадьба состоялась 27 апреля 395 года в Константинополе.
Евдоксия вскоре добилась отстранения от власти своего благодетеля евнуха Евтропия, с которым у неё возник конфликт на почве придворных интриг. Супружеская верность Евдоксии подвергалась сомнению, придворного комита Иоанна подозревали в том, что он настоящий отец родившегося 23 марта 401 года наследника престола Феодосия.
Поведение императрицы и её двора обличал с кафедры Святой Софии константинопольский архиепископ Иоанн Златоуст, чем вызвал гнев и навлек на себя интриги. По другим данным, позже отношения Евдоксии и Иоанна Златоуста восстановились, но императрица вмешалась в конфликт Иоанна Златоуста и Севериана Гавальского, а также пыталась сблизиться с Епифанием Кипрским, другим его оппонентом. Евдоксия дважды добивалась смещения Иоанна Златоуста с епископской кафедры и ссылки в отдаленные провинции империи, даже пыталась осудить его как еретика.
В 400 году получила титул августы. С этого времени её профиль появляется на монетах. Тем не менее, степень влияния на государственные дела непонятна. Историк Венди Майер полагает, что в политике Евдоксия не была самостоятельной силой. Однако была независима  в церковной сфере, она покровительствовала шествиям против ариан, участвовала в зрелищных публичных мероприятиях и с помощью епископов внесла вклад в дела церкви в восточных провинциях и Константинополе.
Евдоксия скончалась в расцвете лет и была погребена в константинопольском храме Святых Апостолов. Общественное мнение объясняло её преждевременную смерть последствиями порочного образа жизни и наказанием Божиим за преследования архиепископа Иоанна Златоуста.

## Семья
Отец — Флавий Бавтон (ум. 386/87), консул Римской империи в 385 году.
Муж с 27 апреля 395 года — Аркадий (377 — 1 мая 408), император Восточной Римской империи с 395 года.
Дети:
- Флацилла (17 июня 397—397/408 или 431)[3];
- Пульхерия (19 января 399 — июль 453) — регент в 414—421, императрица Восточной Римской империи с 450 года;
- Аркадия (3 апреля 400—444);
- Феодосий II (10 апреля 401 — 28 июля 450) — император Восточной Римской империи с 408 года;
- Марина (12 февраля 403—449).